# Rodbina Este
Rodbina Este (italijansko Casa d'Este, prvotno rodbina Welf - Este) je evropska knežja rodbina.
Najstarejša veja rodbine Este so bili grofje Braunschweig-Lüneburg (1208–1218), ki so dali britanske hannovrske monarhe in enega cesarja Rusije, Ivana VI.
Mlajša veja rodbine Este so bili voditelji Ferrare (1240–1597), Modene in Reggia Emilie (1288–1796).

## Izvor
Po Edwardu Gibbonu (8. maj 1737–16. januar 1794), angleškem zgodovinarju, je družina izhajala iz rimske plebejske družine Attii, ki se je preselila iz Rima v Este , da je branila Italijo pred Ostrogoti. A je  malo dokazov, ki bi podpirali to hipotezo. Imena zgodnjih članov družine kažejo, da je frankovski izvor verjetnejši. Prvi član družine je bil mejni grof Adalbert iz Mainza, znan samo kot oče Oberta I., palatinskega grofa iz Italije, ki je umrl okoli leta 975. Vnuk Oberta, Albert Azzo II., mejni grof iz Milana (996–1097) je zgradil grad v Esteju v bližini Padove in se poimenoval po kraju. Imel je tri sinove iz dveh zakonskih zvez, od katerih sta dva postala prednika dveh vej družine:
- Welf IV., najstarejši (umrl 1101), je bil sin Kunigunde (umrla 1056), zadnji starejših Welfov. Podedoval je premoženje materinega strica Welfa, koroškega vojvode, in leta 1070 postal knez Bavarske, je prednik starejše veje rodbine Welf.
- Hugh V., izhaja iz Azzovega drugega zakona z Garsendo iz kraja Maine, podedoval je francosko grofijo Maine, zapuščino materine dote, ki jo je prodal eno leto kasneje in umrl brez dedičev.
- Fulco I., mejni grof Milana (približno 1128/35), tretji sin, je prednik mlajše italijanske linije Este.

Dve preživeli veji s knezom Henrikom Levom iz Saške in Bavarske na nemški strani (rodbina Welf) sta sklenili sporazum leta 1154, ki je italijanske posesti dodelil mlajši veji Fulc - Este, ki je sčasoma pridobila Ferraro, Modeno in Reggio. Este sama je prevzela leta 1275 Padovo in leta 1405 (skupaj s Padovo) Benetke.

## Starejša veja, Welfi, volilni hannovrski knezi
Starejša veja rodbine Este, družina Welf, je dala bavarske vojvode (1070–1139, 1156–1180), saške (1138–1139, 1142–1180), nemškega kralja (1198–1218) in vojvode Braunschweig-Lüneburg (1208–1918), ki so kasneje postali volilni hannovrski knezi, ko sta leta 1705 združili dve veji družine.
Po miru, ki je končal napoleonske vojne in preoblikoval Evropo ter se je začela moderna doba, je bila s pogodbo razpuščena volilna kneževina Hannover (vojvodstvo Braunschweig - Lüneburg, ki jo je dobil kralj Velike Britanije Jurij III.) Njena ozemlja so bila razširjena in država je bila kraljestvo. Novo kraljestvo je obstajalo od leta 1815 do leta 1866, toda po nastopu kraljice Viktorije (ki ni mogla podedovati Hannovra po salijskem zakonu) je leta 1837 prešla k njenemu stricu Ernestu Avgustu I. iz Hannovra in tako prenehala biti v osebni povezavi z britansko krono.
Rodbina Este je dala Veliki Britaniji in Združenemu kraljestvu "hannovrske monarhe" (1714–1901).

## Mlajša veja, mejni grofje Este
Vse kasnejše generacije italijanske veje so potomci Fulca Estenskega. Od leta 1171 naprej so se njegovi potomci imenovali mejni grofi Este.
Obizzo I. (umrl 1193), prvi mejni grof, se je boril proti cesarju Frideriku I. Barbarosi. Njegov nečak Azzo Estenski VI. (1170–1212) je postal podeštat Mantove in Verone. Kot dota njegove nečakinje Marcheselle je Ferrara prešla na Azza VI. Estenskega. Leta 1242 je bil Azzo VII. Novello dosmrtno imenovan za podeštata.
Gospostvo Ferrare je podedoval Obizzo II. (umrl 1293), ki je bil razglašen za grofa Ferrare leta 1264, grofa Modene leta 1288 in grofa Reggia leta 1289. Ferrara je bila papeški fevd in družina Este je dobila položaj dednih papeških vikarjev leta 1332.
Ferrara je postala pomembno središče kulture, ko je vladal Niccolò III. Estenski (1384–1441), ki je z izjemno veličastnostjo sprejel številne papeže, še posebej Evgena IV. V Ferrari je bil leta 1438 koncil, pozneje znan kot florentinski koncil.
Njegova naslednika sta bila njegova brata Leonello (1407–1450) in Borso (1413–1471), ki ga je leta 1452 cesar Friderik III. povzdignil v vojvodo Modene in Reggia. Te vojvodine je dobil kot imperialne fevde. Leta 1471 mu je papež Pavel II. podaril vojvodino Ferrara kot svoj fevd, za katerega so v palači Schifanoia izdelali čudovite freske.
Borsa je nasledil polbrat Ercole (1431–1505), ki je bil eden najpomembnejših podpornikov umetnosti v poznem 15. in zgodnjem 16. stoletju v Italiji. Ferrara je postala kulturni center, znana predvsem po glasbi; Josquin des Prez je delal za vojvodo Ercola, Jacob Obrecht je prišel v Ferraro dvakrat in Antoine Brumel je bil glavni glasbenik od leta 1505. Ercolejeva hči Beatrice (1475–1497) se je poročila z milanskim vojvodo Ludovicom Sforzo; druga hči, Izabela (1474–1539), se je poročila s Francescom Gonzago, markizom iz Mantove.
Naslednik Ercola I. je bil njegov sin Alfonso I. (1476–1534), tretji mož Lukrecije Borgia, hčere papeža Aleksandra VI., sestre Cesareja Borgie. Alfonso I. je bil mecen Ariosta.
Sin Alfonsa in Lukrecije Borgia Ercole II. Estenski (1508–1559) se je poročil z Renée, hčerjo Ludvika XII. Njegov sin Alfonso II. se je prvič poročil z Lukrecijo, hčerjo velikega vojvode Cosima I. iz Toskane. Ko je umrla, se je poročil z Barbaro, sestro Maksimilijana II., svetega rimskega cesarja (1527–1576). Njegova tretja žena, Margherita Gonzaga, je bila hči vojvode Mantove.
Ercole je slavo Ferrare povzdignil na najvišjo točko, nadaljeval je kot zaščitnik Torquata Tassa in Giovannija Battista Guarinija ter na splošno podpiral umetnost in znanost, kot so princi njegove hiše to vedno počeli. Zakonita veja se je z njim končala leta 1597; cesar Rudolf II. je kot njegovega dediča prepoznal svojega prvega bratranca Cesarja Estenskega (1533–1628), člana kadetne veje, ki se je rodil v zunajzakonski zvezi in je še naprej vladal v imperialnih okrožjih ter imel priimek Este. Po drugi strani pa je Ferraro z orožjem priključil leta 1598 papež Klemen VIII. zaradi nelegitimnosti dediča in jo vključil v papeško državo.
Zadnjega vojvodo, Ercoleja III., so leta 1796 odstavili Francozi. Njegovi dve vojvodini sta postali Cispadanska republika, ki se je leto kasneje združila v Cisalpinsko republiko in nato v Napoleonovo Kraljestvo Italije. Ercole je leta 1801 dobil majhno posest Breisgau na jugozahodu Nemčije, katere prejšnji vladarji, Habsburžani, so mu jo odstopili, ker so pričakovali, da jim bo vrnjena, ker se je Ercolejeva hči Maria Beatrice Ricciarda Estenska poročila s habsburškim kadetom, nadvojvodom Ferdinandom iz veje Avstrija - Este. Ercole je umrl leta 1803 in Breisgau sta dobila hči in njen mož, ki ga je leta 1806 izgubil med napoleonsko reorganizacijo zahodnih ozemelj Svetega rimskega cesarstva v razširjeno in povečano Veliko vojvodstvo Baden.
- Estejev grad v Ferrari
- Vojvodska palača v Modeni, zgrajena 1634, Francesco I. d’Este

## Avstrijsko-Estenski in Habsburžani
Leta 1814, ko se je francoska vlada v Italiji končala, je bila Modena vrnjena hčeri pokojnega vojvode Ercola Marii Beatrice in njenemu sinu, nadvojvodi Francisu Avstrijsko-Estenskemu. Družina je tako od leta 1814 do 1859 ponovno prevzela vojvodino Modena in Reggio z imenom Asburgo - Este (Habsburško-Estenski) in Avstrijsko-Estenski. Leta 1859 je vojvodstvo izgubilo samostojnost v novi združeni Italiji in Francis V., vojvoda Modene, je bil odstavljen.
Družina Avstrijsko-Estenskih je izumrla po moški veji s smrtjo Francisa V. leta 1875. Njegova naslednica po krvi je bila njegova nečakinja, nadvojvodinja Marija Terezija Avstrijsko-Estenska (1919); ona in njen mož, princ Ludvik Bavarski, sta postala kraljica in kralj Bavarske. Sedanji voditelj te veje družine je Franz, vojvoda Bavarski.
Francis V. se je odločil, da obdrži ime Este v Habsburško-Lotarinški družini in svojo dediščino nagradi v veji nadvojvode Karla Ludvika, mlajšega brata cesarja Franca Jožefa, če bo dedič uporabljal ime Avstrijsko-Estenski. Prvi "posvojenec" je bil avstrijski nadvojvoda Franc Ferdinand (1863, ni povezan z Marijo Beatrice Ricciardo Estensko), ki je prevzel ime Avstrijsko-Estenski in leta 1896 postal prezumptivni dedič habsburškega cesarstva, vendar je bil umorjen 28. junija 1914 v Sarajevu.
Ker so se njegovi otroci rodili v morganatični zvezi s Sofijo, vojvodinjo Hohenberško, so Habsburžani imenovali njegovega kmalu rojenega nečaka Roberta (1915–1996), drugega sina prihodnjega cesarja Karla I., kot naslednjega, ki je sprejel ime Avstrijsko-Estenski. Po svoji materi Citi Burbonsko-Parmski (vnukinja Marie Terese Savojske, vojvodinje Lucce in Parme, ki je bila hči Marije Tereze Avstrija - Este, kraljice Sardinije, ki je bila hči Marije Beatrice Ricciarda Estenska in nadvojvode Ferdinanda Avstrija - Este) je bil Robert potomec Ercola III. Estenske, zato je bila veja zadnjih vojvod Estenskih ponovno povezana z imenom Avstrijsko-Estenskih.
Danes je nosilec tradicije najstarejši sin nadvojvode Roberta Avstrijsko-Estenskega (1915–1996), Lorenz Otto Karl Avstrijsko-Estenskega (1955). Poročen je s princeso Astrid Belgijsko, edino hčerjo kralja Alberta II. Leta 1995 je Lorenz prejel dodatni naslov princa Belgije.
Od leta 1991 imajo njuni otroci te naslove:
- v mednarodnem merilu: princ/-esa Belgije, nadvojvoda (nadvojvodinja) Avstrijsko-Estenski, kraljevski princ/-esa Madžarske in Češke;
- belgijski naslov: princ/-esa Belgije, nadvojvoda (nadvojvodinja) Avstrijsko-Estenski (Habsburško-Lotarinška).

Najstarejši otrok je princ Amedeo Belgijski, nadvojvoda Avstrijsko-Estenski (rojen 1986).

## Galerija
- Izvirni grb družine Este 1239–1431
- Grbe družine Este 1431–1452
- Grb družine Este 1452–1471
- Grb družine Este 1471
- Grb družine Este 1471–1535
- Grb družine Este 1535–1741
- Grb družine Este 1741
- Grb družine Avstrijsko-Estenskih